# 서울성남교회
서울성남교회는 대한민국의 장로교 교회이다. 한국기독교장로회 소속이며 서울 용산구 동자동 서울역 인근에 있다. 
미군정 시작 직후인 1945년 12월 2일에 조선신학교 강당에서 송창근의 인도로 첫 예배를 드린 것을 시발로 삼고 있다. 창립 당시 이름은 바울교회였다. 1947년에 송창근이 초대 당회장으로 취임했다. 성가대 지휘는 작곡가 나운영이 맡았다.
1950년 한국 전쟁이 발발하여 송창근은 조선민주주의인민공화국으로 납북되었다. 부산 피난지에 임시 교회를 세워 꾸려나가다가 1953년에 서울로 복귀하였다. 1965년에 새로 건축된 예배당에는 '만우 송창근목사 기념예배당'이라는 이름이 붙여졌다. 정식으로 서울성남교회라는 이름이 확정된 것은 1982년이다.
1953년 6월 10일에 당시 한국신학대학 강당인 교회당에서 장로교 호헌파가 대한예수교장로회 제38회 호헌총회를 개최한 것이 현 한국기독교장로회의 출발이 되었다. 이후 서울성남교회는 기장 측을 대표하는 교회가 되었으며, 교회 안에 이를 기념하는 호헌총회 기념비가 세워져 있다. 오랜 기간 성가대를 이끈 나운영을 추모하는 '나운영 장로 추모비'도 찾아볼 수 있다.

## 참고자료
- “교회 연혁”. 서울성남교회. 2008년 5월 5일에 확인함.[깨진 링크(과거 내용 찾기)]